# The Walt Disney Company Australia
La société Disney a été créée aux États-Unis en 1923 par Walt Disney mais sa présence en Australie n'est pas immédiate. De nombreux produits ont vu le jour en Australie et une filiale Walt Disney Company Australia a été créée. La société supervise aussi les productions pour la Nouvelle-Zélande.
La société est basée à South Yarra, une commune en banlieue de Melbourne. Elle gère l'ensemble des productions Disney dont Disney Channel Australie et Disney Channel Nouvelle-Zélande ainsi que les Disney Junior équivalent.

## Historique
En 1937, Walt et son frère Roy Disney rencontre en Californie Walter Grogan Granger un Australien en voyage d'affaires, vendeur de jouet par correspondance et associé de l'éditeur John Sands qui avaient réussi à installer la fête des mères en Australie. Walter Grogan Granger devient le représentant de Disney en Australie et en Nouvelle-Zélande. Il développe le marché des bandes dessinées Disney, des films, des produits dérivés et avec un certain succès. W. G. Granger décède subitement en 1947 mais malgré cela son fils âgé de 23 ans Walter Arthur Granger reprend le flambeau dont WG Publication l'éditeur des comics.
En 1956, avec l'aide de W. A. Granger, EMI Australia et HMV New Zealand deviennent les premières licences internationales de Walt Disney Records.
En 1976, le spectacle itinérant Disney on Parade réalise une tournée en Asie-Pacifique, Disney louant du matériel électrique à la filiale australienne de la Rank Organisation basée à Melbourne.

### 1988: Filiale locale
The Walt Disney Company Australia est fondée en 1988 pour gérer les intérêts de Disney en Australie et en Nouvelle-Zélande. Les premiers bureaux ont été installés en 1992 à Sydney mais des succursales ont ouvert à Melbourne et Auckland.
Le 8 juin 1996, Disney Channel est lancée sur le réseau Optus. Disney Channel est ensuite proposée sur Austar à partir du 1er avril 2001, puis sur Foxtel le 1er décembre 2001, et TransTV le 21 janvier 2002.
En 2008, il existe trois sociétés pour la zone Australie/Nouvelle-Zélande, Buena Vista (Australia), Walt Disney Television Australia/New Zealand et The Walt Disney Company (Australia) qui ont récolté 56 millions d'USD avant les taxes et ont payé 35 millions d'USD à la maison-mère américaine en redevance.
Le 3 mars 2009, Disney EMEA annonce prendre la responsabilité de Disney Australia. Buena Vista (Australie) est acheté en août 2009 par WEDCO Two par 580 000 USD et vendu six jours plus tard à The Walt Disney Company Limited (au Royaume-Uni) pour 1,22 milliard d'USD sous forme d'actions avec en passant un dividende de 89 millions d'USD. Le 17 juillet 2009, Buena Vista Entertainment transfert sa participation dans Buena Vista (Australia) à Disney Enterprises Inc qui détient donc l'ensemble des trois sociétés.

### Depuis 2010: vidéo en ligne
Le 17 février 2014, Quickflix (équivalent australien de Netflix) annonce avoir signé des contrats de vidéo à la demande avec Disney-ABC au travers de Disney Australia. Le 24 février 2014, Disney annonce le lancement le 10 avril des chaînes Disney XD et Movies Disney sur le câble en Australie.
Le 9 décembre 2014, dans le cadre des révélations du Luxembourg Leaks, des informations sur les sociétés Disney présentes en Australie sont révélées,,,,,. Le rapport mentionne les transactions effectuées en 2009 autour de Buena Vista (Australie), centralisées au Luxembourg sous des entités nommées WEDCO One ou WEDCO Two ayant permis une optimisation fiscale.
Le 2 février 2015, la société Netflix annonce qu'elle proposera des vidéos de Disney, Pixar, Marvel et Lucasfilm en Australie alors que la date d'ouverture et les prix de l'offre ne sont pas encore connus. Le 12 octobre 2015, le bijoutier danois Pandora étend son alliance commerciale avec Disney à partir de novembre 2015 pour inclure l'Asie-Pacifique dont l'Australie, la Chine et le Japon.
Le 15 février 2016, Disney est à la recherche d'un partenaire australien pour un service de VOD similaire au DisneyLife britannique mais le marché des télécoms est très fragmenté,. Le 15 septembre 2016, Seven West Media (en) annonce un contrat de 50 millions d'AUD pour diffuser des programmes Disney. Le 5 décembre 2016, le studio d'animation canadien 9 Story Media signe plusieurs contrats de diffusion de séries d'animations avec Disney en Asie, trois avec Disney Southeast Asia, trois autres avec Disney Australia, une saison avec Disney Korea et une autre avec Disney Japan.
Le 24 mai 2018, Disney Australia signe un contrat de parrainage du stade Docklands Stadium de Melbourne qui doit débuter en septembre 2018, à la fin de celle d'Etihad, le nom du stade passant d’Etihad Stadium à Marvel Stadium,. Le 19 juillet 2018, Disney Australie signe un partenariat avec le groupe David Jones pour ouvrir des espaces Disney-Marvel-Star Wars dans ses grands magasins en commençant par celui d' Elizabeth Street à Sydney. Le 18 juin 2018, Netgear met à disposition l'application de contrôle Circle with Disney en Australie pour ses modems et routeurs, mais un abonnement est nécessaire. Le 13 décembre 2018, Disney signe un contrat de diffusion avec Nine Entertainment pour diffuser du contenu à la demande sur le service australien Stan,,. Le 17 décembre 2018, Sky annonce la disparition de la chaîne Disney XD en Nouvelle-Zélande au profit d'une version à la demande et du report des émissions sur Disney Channel et Disney Junior.
Le 22 janvier 2019, la comédie musicale La Reine des neiges adaptée par Disney Theatrical du film d'animation La Reine des neiges de 2013 est annoncée en Australie au Capitol Theatre de Sydney en juillet 2020. Le 6 avril 2019, le gouvernement australien accorde 17,1 millions d'USD d'avantages fiscaux à Disney pour le tournage d'un film Marvel aux Fox Studios Australia, possiblement sur Shang-Chi,. Le 3 juin 2019, à la suite d'une annonce d'un investissement de News Corp dans Foxtel, la presse indique que son concurrent Nine Entertainment doit renouveler son contrat de contenu Disney pour son service Stan devant héberger Disney+ avant la fin de l'année 2019 et pourrait le perdre.
Le 15 juillet 2019, Industrial Light & Magic annonce la création d'un studio d'effet spéciaux de 500 personnes à Sydney en Australie. Il est situé dans les Fox Studios Australia. Le 19 août 2019, afin de préparer l'arrivée de Disney+ en Australie, Disney recrute du personnel ; dix postes liés aux technologies de streaming ont été ouverts dans ses bureaux de Richmond en banlieue de Melbourne.

## Thématique

### Cinéma
- Fox Studios Australia
- Industrial Light & Magic

### Télévision
- Disney Channel Australie
- Disney Channel Nouvelle-Zélande
- Disney Junior
- Disney XD
- Movies Disney
- DisneyLife

### Presse
- De 1946 à 1974, WG Publications distribue les comics Disney[38]

### Sport
- Marvel Stadium, contrat de parrainage du stade Docklands Stadium de Melbourne, initié en septembre 2018.

### Autres
- Circle with Disney
- Stan, vidéo à la demande